# Herrarnas lagmångkamp i gymnastik vid olympiska sommarspelen 1980
Herrarnas lagmångkamp i gymnastik vid olympiska sommarspelen 1980 avgjordes den 20-22 juli i Sports Palace of the Central Lenin Stadium.

## Medaljörer
| Gren                  | Guld | Silver                                                                                                | Brons                                                                                       |
| Herrarnas lagmångkamp | Sovjetunionen Nikolaj Andrianov Eduard Azarjan Aleksandr Ditiatin Bogdan Makuts Vladimir Markelov Aleksandr Tkatjov | Östtyskland Ralf-Peter Hemmann Lutz Hoffmann Lutz Mack Michael Nikolay Andreas Bronst Roland Brückner | Ungern Ferenc Donáth György Guczoghy Zoltán Kelemen Péter Kovács Zoltán Magyar István Vámos |

## Resultat
| Placering | Lag             | Totalt  |
| --------- | --------------- | ------- |
|           | Sovjetunionen   | 589.600 |
|           | Östtyskland     | 581.150 |
|           | Ungern          | 575.000 |
| 4         | Rumänien        | 572.300 |
| 5         | Bulgarien       | 571.550 |
| 6         | Tjeckoslovakien | 569.800 |
| 7         | Kuba            | 563.200 |
| 8         | Frankrike       | 559.200 |
| 9         | Nordkorea       | 551.350 |